# Eisenbahnbrücke Bremen
Die Eisenbahnbrücke über die Weser am Nordwestrand der Bremer Innenstadt ist eigentlich namenlos. Sie ist die einzige Eisenbahnbrücke über die Weser, die immer ganz auf Bremer Gebiet stand und die einzige im Bremer Stadtgebiet, die – über ein halbes Jahrhundert lang – Eigentum des Bremer Staates war.
Seit ihrem Bau ist sie die nördlichste Brücke über den Hauptstrom der Weser.
Die heutige Brücke ist die zweite an dieser Stelle und 216 m lang. Sie hat vier Joche, von denen die beiden langen die eigentliche Strombrücke bilden und als Kastenbrücke in Stahlfachwerk ausgeführt sind. Der mittlere Pfeiler steht auf einer Mole, die als Insel längs in der Weser liegt und den Strom asymmetrisch teilt.

## Die Bremer Eisenbahnbrücke über die Weser

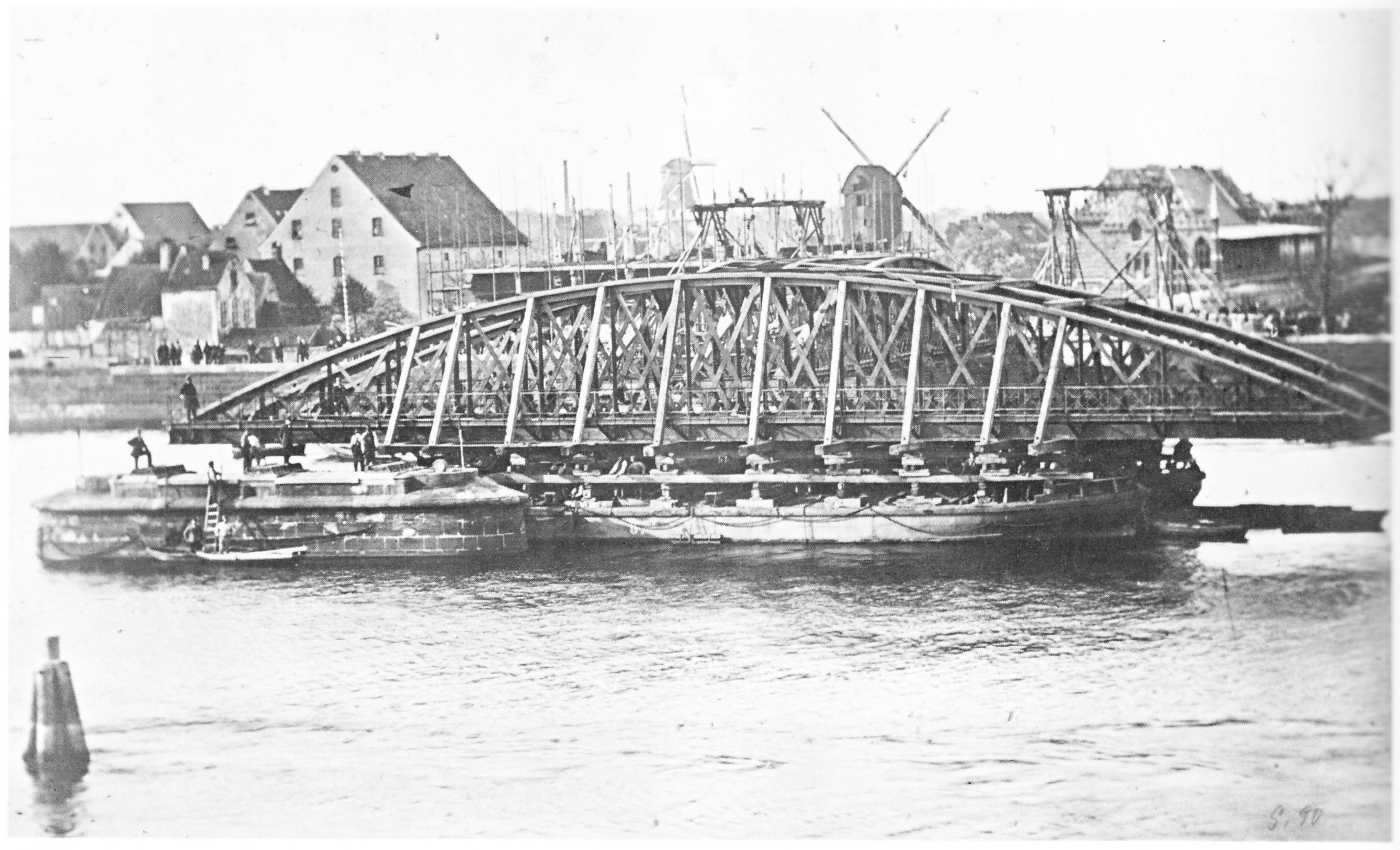
Foto aus der Bauzeit: Der mittlere Brückenbogen wird auf zwei Leichtern eingeschwommen. Im Hintergrund Windmühlen auf dem Neustadtswall. Focke-Museum Bremen

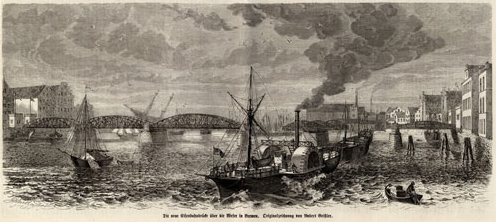
Bremens erste Eisenbahnbrücke ein Jahr nach ihrer Eröffnung

Die erste Brücke wurde 1866/1867 von der Freien Hansestadt Bremen gebaut, nachdem sich das Großherzogtum Oldenburg und Bremen am 8. März 1864 vertraglich über den Bau der Bahnstrecke Oldenburg–Bremen geeinigt hatten. In der Projektphase waren die Pläne in zweierlei Hinsicht grundsätzlich geändert worden: Ursprünglich war eine eingleisige Brücke mit Gleisverschlingung beider Fahrtrichtungen vorgesehen und Drehjoche für den Schiffsverkehr auf beiden Seiten des Stroms. Die Konstruktion stammte aus der Maschinenfabrik von Waltjen & Leonhardt. Gebaut wurde die Brücke trotz des zunächst noch geringen Zugverkehrs zweigleisig und ein Drehjoch gab es nur auf der Altstadtseite. Zwischen dem Drehjoch und dem Bahndamm rechts der Weser gab es noch ein kurzes Joch im Uferbereich. Die eigentliche Strombrücke umfasste außer dem Drehjoch noch drei weitere Joche. Alle Joche waren als Gitterbrücken mit bogenförmigem Längsschnitt ausgeführt.
Zusammen mit der Brücke baute Bremen die Bahnstrecke vom Anschluss der Weserbahn an den Staatsbahnhof bis zum Bahnhof Bremen-Neustadt und blieb bis zur Gründung der Deutschen Reichsbahn deren Eigentümer. Der Zugverkehr zwischen Bremen und Oldenburg oblag den Großherzoglich Oldenburgischen Staatseisenbahnen. Bremenintern diente die Brücke der Gleisanbindung des Hohentorshafens.
Dreißig Jahre nach Inbetriebnahme wurde die Brücke verstärkt und außerdem das Drehjoch versetzt, so dass es seit 1897 über der Mitte der Weser lag.

## Zerstörungen durch Krieg und Eis
Im Zweiten Weltkrieg wurde die Brücke am 23. März 1945 durch Bomben so weit zerstört, dass ein Zugverkehr nicht mehr möglich war. Anfang April wurde auf den erhaltenen Trägern ein Bohlenweg für Fußgänger gebaut. Bremen wurde am 26. April 1945 von britischen Truppen besetzt. Die Brücke wurde am 9. Dezember 1946 wieder für den Schienenverkehr eröffnet. 
Am 18. März 1947 stürzte die Brücke bei der Bremer Eiskatastrophe ein. 
Eine Woche später hatte man neben der Brücke einen Fußgängersteg gebaut und am 26. April 1947 konnten wieder Züge über die provisorisch reparierte Brücke fahren.

## Heutige Brücke
Zur Behebung des Provisoriums wurde von März 1960 bis zum 31. Juli 1961 flussaufwärts neben der alten Brücke eine neue gebaut. Am 12. September 1961 wurde sie eingleisig in Betrieb genommen. Nun konnte die alte Brücke abgetragen werden. Am 4. Februar 1962 wurde die neue Brücke an ihre endgültige Position gesetzt. Seit dem 24. Mai 1962 rollt der Schienenverkehr zweigleisig über die Brücke.
Wahrscheinlich seit den Reparaturen von 1946 und 1947, spätestens aber seit 1960 bildet die Eisenbahnbrücke die obere Grenze der Seeschifffahrt auf der Weser.

## Nachweise
1. ↑  Harald Goergens und Alfred Löhr: Bilder für alle. Bremer Photographie im 19. Jahrhundert, Focke-Museum Bremen, 1985, S. 78f., mit Abb. zweier (von sieben) Aufnahmen